# Billy Konchellah
Billy Konchellah (Kenia, 20 de octubre de 1961) es un atleta keniano, especializado en la prueba de 800 m en la que llegó a ser dos veces campeón del mundo en 1987 y 1991.

## Carrera deportiva
En los mundiales de Roma 1987 y Tokio 1991 ganó la medalla de oro en los 800 metros, por delante del británico Peter Elliot y e brasileño José Luiz Barbosa en el primer caso, y de nuevo del brasileño José Luíz Barbosa y el estadounidense Mark Everett, en la segunda ocasión.